# Serigrafia

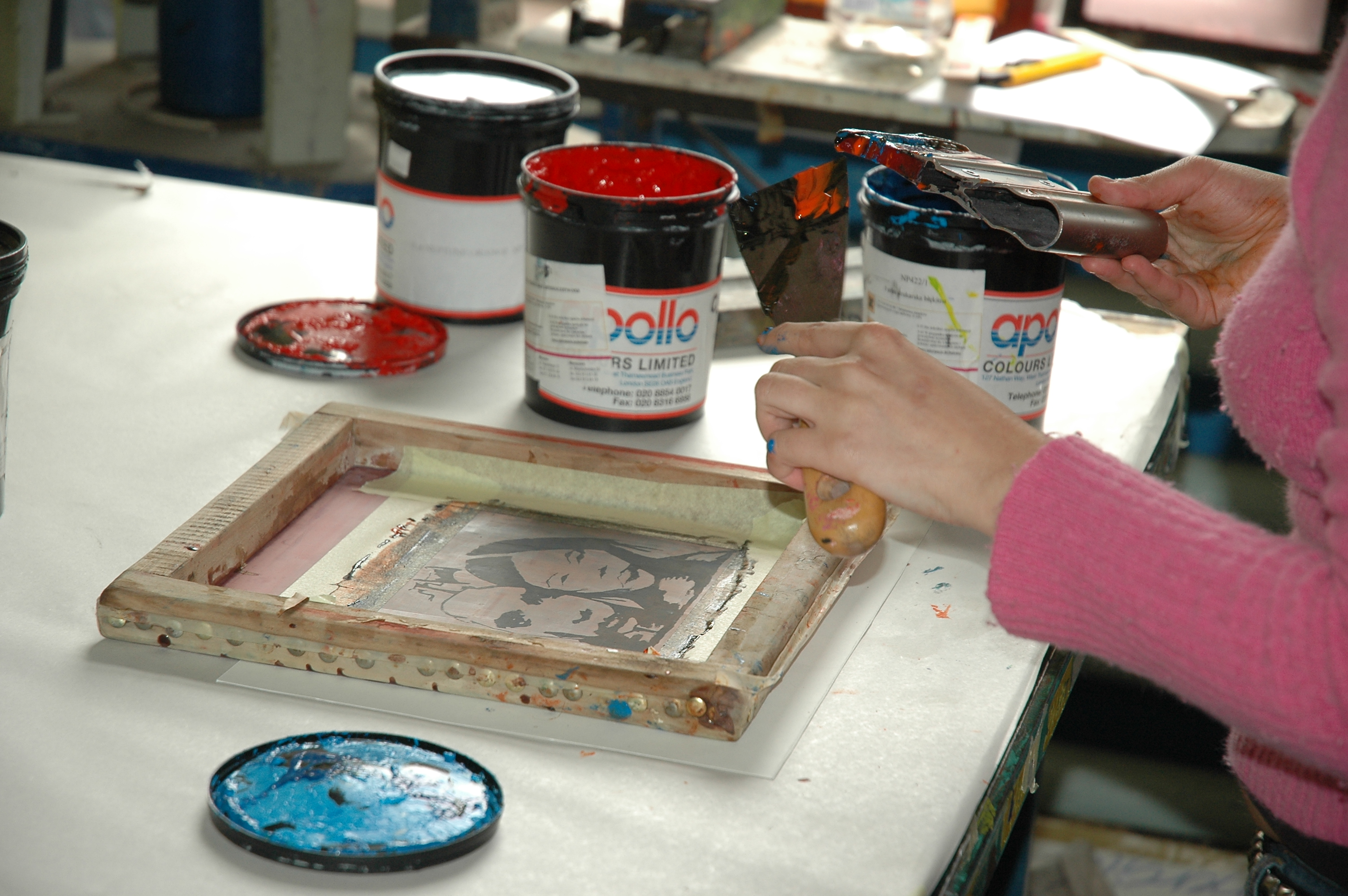
A serigrafia

Nas artes plásticas e no design, a serigrafia (do inglês: "serigraph": "escrever com seda"; do grego: "sericos" e "graphos"), silk-screen (em português, liter.: "tela de seda"), ou impressão à tela, é uma técnica artística da gravura criada na China durante a Dinastia Sung (960–1279), é um tipo de impressão permeográfica de texto ou figura (chamado gravura planográfica) em uma superfície (por exemplo camisa) usando uma tela preparada (tela serigráfica de nylon sensibilizada), na qual a tinta é vazada pela pressão de um rodo ou espátula.
A permeografia é um tipo de impressão com uso de uma tela permeável (perfurada). Onde os elementos a serem impressos são formados por áreas permeáveis da tela, usado na serigrafia e no pochoir.
A serigrafia é uma técnica sem em realização de cortes ou sulcos para retirada de matéria da matriz, sendo processo feito no plano, ou seja, na superfície da tela serigráfica que é sensibilizada por processos químicos fotosensibilizantes. O princípio básico da serigrafia é relacionado ao princípio do estêncil, uma espécie de máscara que veda áreas onde a tinta não deve atingir o suporte, chamado de substrato.
A tela preparada (matriz serigráfica), normalmente de poliéster ou nylon, é esticada em um bastidor (quadro) de madeira, alumínio ou aço. Em seguida a tela de nylon é pintada com uma emulsão fotossensível e posteriormente, colocada sobre um fotolito (contendo em cor preta o texto ou figura a ser impresso) em uma mesa de luz. Os pontos escuros do fotolito correspondem aos locais que ficarão vazados na tela, permitindo a passagem da tinta pela trama do tecido, e os pontos claros (onde a luz passará pelo fotolito atingindo a emulsão) são impermeabilizados pelo endurecimento da emulsão fotossensível que foi exposta a luz.
É possível imprimir em variados tipos de: materiais (papel, plástico, borracha, madeira, vidro, tecido, etc.), superfícies (cilíndrica, esférica, irregular, clara, escura, opaca, brilhante, etc.), espessuras ou tamanhos, com diversos tipos de tintas ou cores. De forma mecânica (por pessoas) ou automatizada (por máquinas).

## Etimologia
O termo serigrafia provêm da lingua inglesa "serigraph"; que provêm dos termos gregos "sericos" e "graphos"  que em português significa respectivamente "seda" e "escrever". Termo creditado a Anthony Velonis, influenciado pelo crítico editor Carl Zigrosser na década de 1940, curador de gravuras do Philadelphia Museum of Art, propôs para modificar os aspectos comerciais associados ao processo, distinguindo o trabalho de criação realizado por um artista de um trabalho de uso comercial ou industrial.  
Velonis também escreveu um livro em 1939, intitulado Silk Screen Technique (New York: Creative Crafts Press, 1939), que foi usado como manual para divisões de posteres. Orientando os artistas da FAP sobre a técnica da serigrafia.

## História

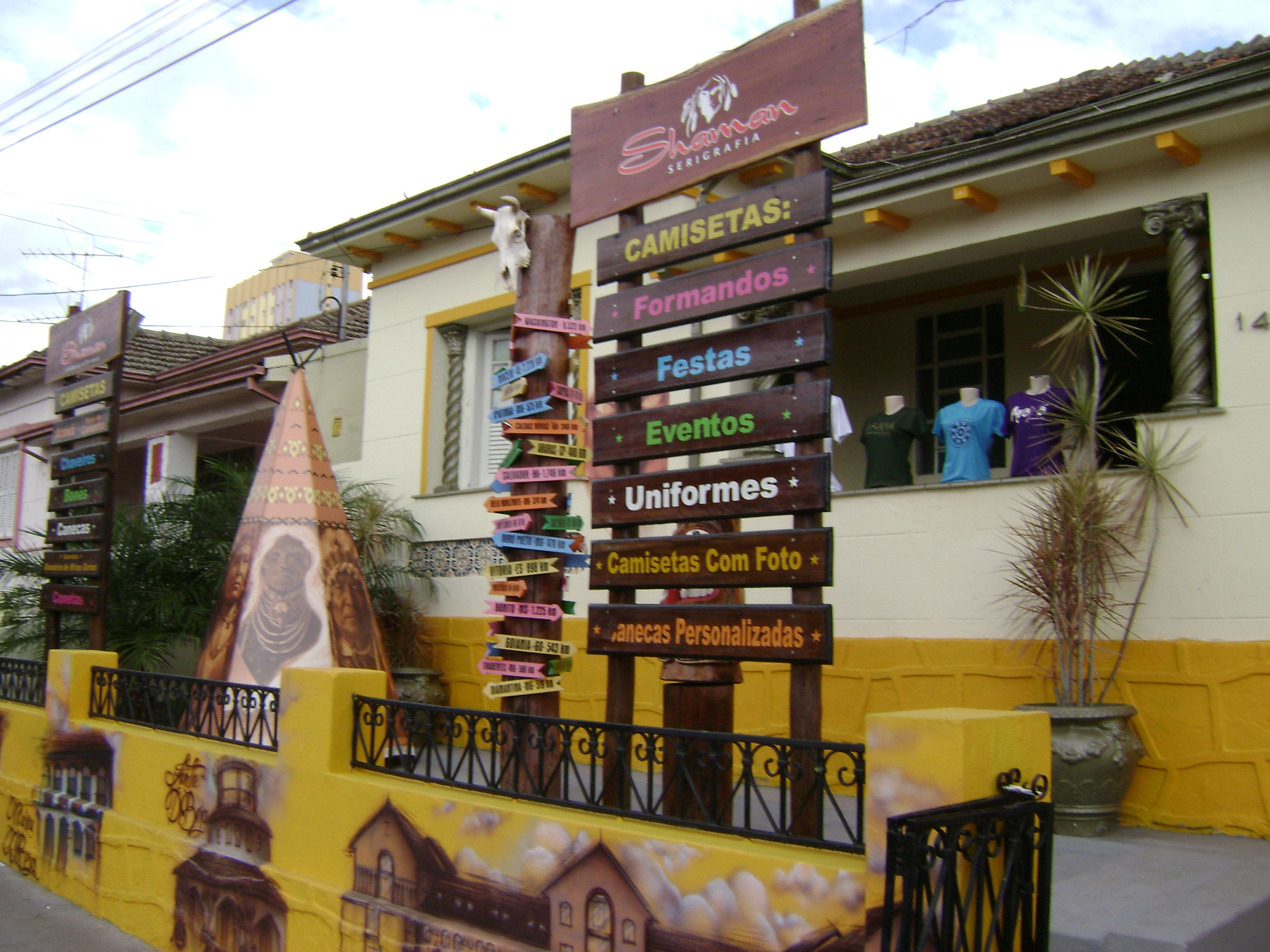
Loja de serigrafia (especializada em estampas indígenas), em Araxá.

Por volta do ano 9 000 a.C., os túmulos egípcios eram decorados com o uso do estêncil (pl. estênceis, do inglês stencil, o antecessor da serigrafia). Usado no Oriente para a aplicação de padrões (modelos, espaços sequenciais) em tecidos, móveis e paredes.
A serigrafia foi criada na China durante a Dinastia Sung (960–1279), com objetivo de transferir desenhos para tecidos (estamparia ). Onde os recortes em papel (cut-papers) eram usados como uma forma independente de artefato e também como máscaras para estampa, principalmente em tecidos. No Japão o processo com estêncil alcançou grande notabilidade no período Kamamura (1185–1333) quando as armaduras dos samurais, cobertas de cavalos e, os estandartes, tinham emblemas aplicados por esse processo. Durante os séculos XVII e XVIII ainda se usava esse tipo de impressão na estamparia de tecidos. Aos japoneses é atribuída a criação das “pontes das máscaras": diz-se que usavam fios de cabelo para segurar uma parte na outra.
No Ocidente, registra-se o uso na França no século XVII, o processo de máscaras, recortes sendo usado em indústrias têxteis (impressão a la lyonnaise ou pochoir) onde a imagem era impressa através dos vazados, a pincel. Devido o aumento da demanda de trabalhos mais elaborados/complexos, as antigas máscaras japonesas foi substituída pelo processo com "seda penteada", sendo patenteada por Samuel Simon, que a usava para imprimir papéis de parede.
No início do século registravam-se as primeiras patentes: 1907 na Inglaterra e 1915 nos Estados Unidos, e o números de impressos comerciais cresceu muito. Na América, os móveis, paredes e outras superfícies eram decorados dessa maneira.[carece de fontes?]
Foram raros os artistas que utilizaram o processo como ferramenta para a execução de gravuras, ou de trabalhos gráficos.
Theóphile Steinlein, um artista suíço que vivia em Paris no início do século (morreu em 1923) é um dos poucos exemplos do uso da técnica. Neste período da grande depressão de 30, nos EUA os esforços do WPA - Federal Art Projects, estimularam um grupo de artistas encabeçados por Anthony Velonis a experimentar a técnica com propósitos artísticos. Os materiais e equipamentos baratos, facilmente encontrados sem grandes investimentos foram algumas das razões que estimularam os artistas a experimentar o processo. Entre eles, citamos Bem Shahn, Robert Gwathmey, Harry Stenberg. Tais artistas iniciaram um importante trabalho de transformar um meio mecânico, cujas qualidades gráficas se limitavam às impressões comerciais, numa importante ferramenta para desenvolver seus estilos pessoais. O sentido desse esforço inicial estendeu-se aos artistas dos anos 1950, incluindo os expressionistas abstratos e os action painters, como Jackson Pollock.
Até Marcel Duchamp, que não era exatamente um artista-gravador, nos deixou um auto-retrato de 1959, uma serigrafia colorida que está no MoMa (Museum of Modern Art, Nova Iorque).
No fim da segunda guerra mundial, quando os aviões americanos aterrizaram em Colónia (Alemanha), com suas fuselagens decoradas com emblemas e comics em serigrafia, surgiu o interesse europeu pela técnica.
As barreiras e definições estabelecidas que tratavam a serigrafia como “manifestação gráfica menor” só foram eliminadas no fim dos anos 1950, início dos 1960. O grande responsável por isso foi o processo fotográfico utilizado através da serigrafia e novos conceitos e movimentos artísticos, além do avanço tecnológico (ver Pop art, Op art, Hard-edge, Stripe, Color-field, Minimal Art). Os primeiros artistas que se utilizaram do processo procuravam tornar mais naturais e menos frias as impressões. Foram ressaltados, entre outros, dois pontos básicos da técnica: (1) sua extrema adaptabilidade que permite a aplicação sobre qualquer superfície inclusive tridimensional, muito conveniente para certas tendências artísticas (2) e suas especificidades gráficas próprias, ou seja características gráficas que apenas a serigrafia pode proporcionar.
Da necessidade de artistas como Rauschemberg, Rosenquist, Warhol, Lichtenstein, Vasarely, Amrskiemicz, houve o desenvolvimento contemporâneo do processo em aplicações artísticas. Novos conceitos foram associados às idéias tradicionais e o estigma "comercial" da serigrafia tornou-se uma questão ultrapassada.